# SMS Kaiser (1911)
Линейный корабль «Кайзер» — головной корабль одноимённого типа германских линейных кораблей принимавший участие в первой мировой войне.

## Конструкция

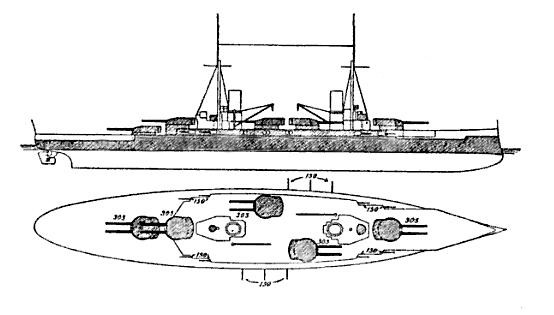
Схема линкора типа «Кайзер»

По своей конструкции дредноут «Кайзер» представлял собой высокобортный корабль с удлинённым баком, пятью бронированными вращающимися башенными установками артиллерии главного калибра (из них три по ДП в оконечностях корабля и две ближе к бортам эшелонирование в районе миделя), двумя бронированными боевыми рубками, непрерывным нижним броневым поясом от кормовой поперечной броневой переборки до форштевня, верхним броневым поясом бронирования цитадели от кормового барбета до носового, бронированным казематом и бронированной палубой, расположенной выше и ниже КВЛ. Средняя артиллерия размещалась на палубу выше, чем у предшественников. Носовую и кормовую оконечность дополнительно защищала верхняя бронированная палуба.
Форма корпуса в основном повторяла форму корпуса типа «Гельголанд», но отличалась несколько большей длиной и более широким миделем. Подъём днища в носовой части был менее крутой, а у ахтерштевня отсутствовал характерный таранный шпирон, что уже свидетельствовало о полном отказе от архаичной тактики таранного удара в бою.
В отличие от сплошной верхней палубы у типа «Гельголанд», был добавлен полубак. Он оканчивался у середины барбета кормовой линейно-возвышенной башенной установки, а дымовые трубы установили на большем расстоянии друг от друга.

### Энергетическая установка
Главная энергетическая установка дредноутов «Кайзер» состояла из трёх одинаковых независимых комплектов турбин. На «Кайзере» стояла машина типа «Парсонс», вращавшая три трёхлопастных винта диаметром 3,75 м.